# 三冠ヘビー級王座
三冠ヘビー級王座（さんかんヘビーきゅうおうざ）は、全日本プロレスが管理、PWFが認定している王座。初期は三冠統一王座（さんかんとういつおうざ）と称していた。

## 概要
PWFヘビー級王座、インターナショナル・ヘビー級王座、UNヘビー級王座の統一王座で、全日本プロレスを象徴する最も権威のある王座。
インターナショナル・ヘビー級王座は力道山が創設した日本プロレスに於いて、力道山とジャイアント馬場が保持し、UNヘビー級王座はアントニオ猪木と坂口征二が保持してそれぞれ腰に巻いた歴史的なチャンピオンベルトである。日本プロレスが崩壊したことを受け、紆余曲折を経てインターナショナル・ヘビー級王座とUNヘビー級王座のベルトは全日本プロレスが受け継ぐ事となった。
一方、PWFヘビー級王座は馬場が全日本プロレスを旗揚げした際に、力道山（百田）家から初代インターナショナル・ヘビー級王座チャンピオンベルト（通称：力道山ベルト）の寄贈を受けたことを契機に、世界ヘビー級王座として新設されたもので、全日本プロレスのシンボル王座としてその名を高めた。これら歴史的経緯の異なる三つの各王座を、全日本プロレスでの管理上から一つにまとめた統一王座である。
王座統一後は、「三冠王座」と言うものの、三つの各王座それぞれで選手権試合が行われることはなく、新日本プロレスのIWGP世界ヘビー級王座、プロレスリング・ノアのGHCヘビー級王座と同様に、全日本プロレスの象徴のタイトルとして位置づけられている。見方を変えれば一つの王座だとも言える（後述のようにのちに一本化されたベルトも製作）。
王座統一直後には、選手権試合宣言にて「NWAが認可し、PWFが認定する三冠統一選手権試合」としていたが、NWAの衰退に伴い、全日本プロレスは1986年3月31日付でNWAを脱退し、それによりNWAの認可が解け、以降「PWFが認定する三冠ヘビー級選手権試合」に変更された。
三冠ヘビー級王者は三冠王者とも呼ばれ、加えて世界タッグ王座（インターナショナル・タッグ王座・PWF世界タッグ王座）も獲得した選手は「五冠王者」と呼ばれる。これは三冠ヘビー級王座のベルトが一本化された現在も変わらない。ちなみに三冠ヘビー級王座と世界タッグ王座に加えて、三沢光晴は1999年にアジアタッグ王座を、武藤敬司は2001年にIWGPタッグ王座を、青柳優馬は2023年にUNタッグ王座をそれぞれさらに獲得し、「六冠王者」に輝いている。また、2005年に小島聡が三冠ヘビー級王座とともに新日本プロレスの至宝であるIWGPヘビー級王座を獲得した際には、合わせて「四冠王者」と呼ばれていた。
なお、スタン・ハンセンは王座統一以前に三つの各王座を全て獲得している（ただし、UNヘビー級王座戴冠時はPWFヘビー級王座との二冠王者であった。また、王座統一後の三冠ヘビー級王座も獲得している。各王座をそれぞれ単独で全て獲得した選手はいない）。よって、初代三冠ヘビー級王者のジャンボ鶴田は、三つの各王座を全て獲得した選手としては史上2人目となる。

## 歴史

### 三冠統一まで
1988年3月9日、横浜文化体育館大会で第26代UNヘビー級王者である天龍源一郎と、第12代PWFヘビー級王者であるスタン・ハンセンとの間で両王座のダブル選手権試合が行なわれた。その結果天龍が勝利し、UNヘビー級王座の防衛に成功するとともに第13代PWFヘビー級王者となり、二冠王者になった。以降、両王座は同一の王者が保持することになり、選手権試合が行なわれる際にも両王座が同時にかけられることになる。
4月15日、大阪府立体育会館大会で第17代インターナショナル・ヘビー級王者であるブルーザー・ブロディと、UNヘビー級とPWFヘビー級の二冠王者である天龍との間で史上初の三冠ヘビー級王座統一戦が行われたが、両者リングアウトにより王座の統一は実現しなかった。
4月19日、宮城県スポーツセンター大会でブロディを退けて第18代インターナショナル・ヘビー級王者となったジャンボ鶴田と、同年7月27日、長野市民体育館大会で天龍を退けて第27代UNヘビー級と第14代PWFヘビー級の二冠王者となったハンセンとの間で、同年10月17日の広島県立体育館大会にて2度目の王座統一戦が行われたが、引き分けで王座の統一は実現しなかった。
1989年4月16日、後楽園ホール大会で再戦が行われたが、またしても決着はつかなかった。長く引っ張った挙句の不透明決着にファンが激怒し、会場が騒然となる事態にまで発展した（これがきっかけで、全日本プロレスの試合からリングアウト・反則決着が消えていくことになる）。
2日後の4月18日、大田区体育館大会で鶴田とハンセンとの間で満を持して再々戦が行なわれた。ウエスタン・ラリアットを避けられロープに激突し、一瞬の隙ができたハンセンを、鶴田が片エビ固めで丸め込みフォール勝ち。かみ合わない試合展開で完全決着とは言えない勝利であったが、三つの王座を統一し、初代三冠ヘビー級王者となった鶴田は満面の笑みでファンに応えた。
以降、鶴田、ハンセン、天龍などの世代とプロレス四天王世代との抗争を中心に激闘を展開。プロレスリング・ノア設立に伴う選手大量離脱以降は、他団体所属選手とのタイトルマッチも行なわれるようになり、現在まで全日本プロレスの至宝として継承されている。

### ベルト一本化
2006年10月14日、チャンピオンベルトを管理する全日本プロレスが三本のベルトが老朽化したことなどを理由として、三冠ヘビー級王座のベルトを一本化した上で新調することを明らかにし、それまでの三本のベルトは10月29日の福岡大会後に回収して新しいベルトは2007年2月17日の両国国技館大会でお披露目となる予定であったが、何らかの事情があってかこれが延期され現行の三本のベルトを使用し続けていた。1983年制定（当初はIWGPリーグ戦優勝者に授与）のIWGPヘビー級王座のベルトが既に4代目なのとは対照的に三冠ヘビー級王座の三本のベルトはレプリカを使用する場合が多いとはいえいずれも40 - 50年も更新されず経過していた。
2013年、全日本プロレスは8月25日に（三冠ヘビー級王座生誕の地でもある）東京・大田区総合体育館にて開催される諏訪魔対潮崎豪の三冠ヘビー級選手権試合を最後に、三本のベルトを創業者の馬場家へ返還することを決定し、8月25日の選手権試合で諏訪魔が防衛した翌日（8月26日）、改めて全日本プロレスから三冠ヘビー級王座のベルトを一本化して新製し、10月27日に開催された両国国技館大会にて新装したチャンピオンベルトを公開した。なお今までの三本のベルトは修繕作業を行った後に馬場家に返還された。新しいベルトは中央部分にPWFヘビー級王座（「GIANT BABA」の刻印は「TRIPLE CROWN」に変更）、その左右にインターナショナル・ヘビー級王座・UNヘビー級王座のバックルをモチーフとしたプレートが配置され、ベルト後部には初代三冠ヘビー級王者であるジャンボ鶴田の名前が刻印されている。

### 一本化以降
馬場家返還以降、個別のチャンピオンベルトを王者が着用することはなかったが、2019年2月19日のジャイアント馬場没後20年追善興行では第62代王者の宮原健斗が許可をもらい、三本のベルトを巻いて入場している（腰に巻いたのはUNヘビー級王座）。また2021年には王者（当時）の諏訪魔がベルトを再度3本に分割する意向を示したが、その後続報はなく立ち消えとなっている。
2021年6月26日、大田区総合体育館大会の選手権試合は、王者・諏訪魔の急病による返上にともない、当初挑戦者のジェイク・リーと挑戦に名乗りを上げた宮原・青柳優馬の三者で史上初の巴戦にて行われた。入場の際はジェイクがインターナショナル・ヘビー級王座、宮原がPWFヘビー級王座、青柳がUNヘビー級王座のベルトをそれぞれ巻いて入場し返還、勝利したジェイクは新ベルトと三本の旧ベルトを同時に贈呈された。

## 歴代王者
| 歴代   | 王者                      | 戴冠 回数 | 防衛 回数 | 獲得日          | 獲得場所 備考（対戦相手）                         |
| ------ | ------------------------- | --------- | --------- | --------------- | ------------------------------------------------- |
| 初代   | ジャンボ鶴田              | 1         | 1         | 1989年04月18日  | 大田区体育館 （スタン・ハンセン）                 |
| 第2代  | 天龍源一郎                | 1         | 2         | 1989年06月05日  | 日本武道館                                        |
| 第3代  | ジャンボ鶴田              | 2         | 2         | 1989年10月11日  | 横浜文化体育館                                    |
| 第4代  | テリー・ゴディ            | 1         | 0         | 1990年06月05日  | 千葉公園体育館                                    |
| 第5代  | スタン・ハンセン          | 1         | 0         | 1990年06月08日  | 日本武道館                                        |
| 第6代  | テリー・ゴディ            | 2         | 0         | 1990年07月17日  | 石川県産業展示館 王座返上                         |
| 第7代  | スタン・ハンセン          | 2         | 1         | 1990年07月27日  | 松戸運動公園体育館 （三沢光晴）                   |
| 第8代  | ジャンボ鶴田              | 3         | 3         | 1991年01月19日  | 松本市総合体育館                                  |
| 第9代  | スタン・ハンセン          | 3         | 3         | 1992年01月28日  | 千葉公園体育館                                    |
| 第10代 | 三沢光晴                  | 1         | 7         | 1992年08月22日  | 日本武道館                                        |
| 第11代 | スティーブ・ウィリアムス  | 1         | 1         | 1994年07月28日  | 日本武道館                                        |
| 第12代 | 川田利明                  | 1         | 1         | 1994年10月22日  | 日本武道館                                        |
| 第13代 | スタン・ハンセン          | 4         | 0         | 1995年03月04日  | 日本武道館                                        |
| 第14代 | 三沢光晴                  | 2         | 4         | 1995年05月26日  | 札幌中島スポーツセンター                          |
| 第15代 | 田上明                    | 1         | 1         | 1996年05月24日  | 札幌中島スポーツセンター                          |
| 第16代 | 小橋健太                  | 1         | 2         | 1996年07月24日  | 日本武道館                                        |
| 第17代 | 三沢光晴                  | 3         | 8         | 1997年01月20日  | 大阪府立体育会館                                  |
| 第18代 | 川田利明                  | 2         | 0         | 1998年05月01日  | 東京ドーム                                        |
| 第19代 | 小橋健太                  | 2         | 2         | 1998年06月12日  | 日本武道館                                        |
| 第20代 | 三沢光晴                  | 4         | 0         | 1998年10月31日  | 日本武道館                                        |
| 第21代 | 川田利明                  | 3         | 0         | 1999年01月22日  | 大阪府立体育会館 王座返上                         |
| 第22代 | ベイダー                  | 1         | 0         | 1999年03月06日  | 日本武道館 （田上明）                             |
| 第23代 | 三沢光晴                  | 5         | 2         | 1999年05月02日  | 東京ドーム                                        |
| 第24代 | ベイダー                  | 2         | 1         | 1999年10月30日  | 日本武道館                                        |
| 第25代 | 小橋健太                  | 3         | 1         | 2000年02月27日  | 日本武道館 王座返上                               |
| 第26代 | 天龍源一郎                | 2         | 1         | 2000年10月28日  | 日本武道館 （川田利明）                           |
| 第27代 | 武藤敬司                  | 1         | 4         | 2001年06月08日  | 日本武道館                                        |
| 第28代 | 川田利明                  | 4         | 0         | 2002年02月24日  | 日本武道館 王座返上                               |
| 第29代 | 天龍源一郎                | 3         | 1         | 2002年04月13日  | 日本武道館 （武藤敬司）                           |
| 第30代 | グレート・ムタ            | 1         | 1         | 2002年10月27日  | 日本武道館                                        |
| 第31代 | 橋本真也                  | 1         | 2         | 2003年02月23日  | 日本武道館 王座返上                               |
| 第32代 | 川田利明                  | 5         | 10        | 2003年09月06日  | 日本武道館 （大谷晋二郎）                         |
| 第33代 | 小島聡                    | 1         | 8         | 2005年02月16日  | 国立代々木競技場第二体育館                        |
| 第34代 | 太陽ケア                  | 1         | 1         | 2006年07月03日  | 大田区体育館                                      |
| 第35代 | 鈴木みのる                | 1         | 5         | 2006年09月03日  | 札幌メディアパーク・スピカ                        |
| 第36代 | 佐々木健介                | 1         | 2         | 2007年08月26日  | 両国国技館                                        |
| 第37代 | 諏訪魔                    | 1         | 2         | 2008年04月29日  | 愛知県体育館                                      |
| 第38代 | グレート・ムタ            | 2         | 1         | 2008年09月28日  | 横浜文化体育館                                    |
| 第39代 | 高山善廣                  | 1         | 2         | 2009年03月14日  | 両国国技館                                        |
| 第40代 | 小島聡                    | 2         | 1         | 2009年09月26日  | 横浜文化体育館                                    |
| 第41代 | 浜亮太                    | 1         | 0         | 2010年03月21日  | 両国国技館                                        |
| 第42代 | 鈴木みのる                | 2         | 1         | 2010年05月02日  | 愛知県体育館                                      |
| 第43代 | 諏訪魔                    | 2         | 5         | 2010年08月29日  | 両国国技館                                        |
| 第44代 | 秋山準                    | 1         | 4         | 2011年10月23日  | 両国国技館                                        |
| 第45代 | 船木誠勝                  | 1         | 4         | 2012年08月26日  | 大田区総合体育館                                  |
| 第46代 | 諏訪魔                    | 3         | 2         | 2013年03月17日  | 両国国技館                                        |
| 第47代 | 曙                        | 1         | 4         | 2013年10月27日  | 両国国技館 王座返上                               |
| 第48代 | 大森隆男                  | 1         | 0         | 2014年06月15日  | 後楽園ホール （秋山準）                           |
| 第49代 | 諏訪魔                    | 4         | 0         | 2014年06月29日  | 札幌テイセンホール                                |
| 第50代 | ジョー・ドーリング        | 1         | 3         | 2014年07月27日  | 後楽園ホール                                      |
| 第51代 | 潮崎豪                    | 1         | 2         | 2015年01月03日  | 後楽園ホール                                      |
| 第52代 | 曙                        | 2         | 2         | 2015年05月21日  | 後楽園ホール                                      |
| 第53代 | 秋山準                    | 2         | 0         | 2015年11月01日  | 青森県武道館                                      |
| 第54代 | 諏訪魔                    | 5         | 0         | 2016年01月02日  | 後楽園ホール 王座返上                             |
| 第55代 | 宮原健斗                  | 1         | 8         | 2016年02月12日  | 後楽園ホール （ゼウス）                           |
| 第56代 | 石川修司                  | 1         | 2         | 2017年05月21日  | 後楽園ホール                                      |
| 第57代 | 宮原健斗                  | 2         | 0         | 2017年08月27日  | 両国国技館                                        |
| 第58代 | 諏訪魔                    | 6         | 0         | 2017年10月09日  | 後楽園ホール                                      |
| 第59代 | ジョー・ドーリング        | 2         | 3         | 2017年10月21日  | 横浜文化体育館                                    |
| 第60代 | 宮原健斗                  | 3         | 2         | 2018年03月25日  | さいたまスーパーアリーナコミュニティアリーナ      |
| 第61代 | ゼウス                    | 1         | 1         | 2018年07月29日  | エディオンアリーナ大阪                            |
| 第62代 | 宮原健斗                  | 4         | 10        | 2018年10月21日  | 横浜文化体育館                                    |
| 第63代 | 諏訪魔                    | 7         | 7         | 2020年03月23日  | 後楽園ホール 王座返上                             |
| 第64代 | ジェイク・リー            | 1         | 3         | 2021年06月26日  | 大田区総合体育館 （宮原健斗、青柳優馬）、王座返上 |
| 第65代 | 宮原健斗                  | 5         | 4         | 2022年01月23日  | 後楽園ホール （本田竜輝）                         |
| 第66代 | ジェイク・リー            | 2         | 0         | 2022年06月19日  | 大田区総合体育館                                  |
| 第67代 | 諏訪魔                    | 8         | 0         | 2022年07月14日  | 後楽園ホール                                      |
| 第68代 | 宮原健斗                  | 6         | 4         | 2022年09月18日  | 日本武道館                                        |
| 第69代 | 永田裕志                  | 1         | 3         | 2023年02月19日  | 後楽園ホール                                      |
| 第70代 | 青柳優馬                  | 1         | 5         | 2023年07月02日  | 後楽園ホール                                      |
| 第71代 | 中嶋勝彦                  | 1         | 4         | 2023年11月05日  | ホテルエミシア札幌                                |
| 第72代 | 安齊勇馬                  | 1         | 5         | 2024年03月30日  | 大田区総合体育館                                  |
| 第73代 | 青柳優馬                  | 2         | 2         | 2024年08月17日  | アリーナ立川立飛                                  |
| 第74代 | デイビーボーイ・スミスJr. | 1         | 0         | 2024年011月4日  | ホテルエミシア札幌                                |
| 第75代 | 斉藤ジュン                | 1         | 7         | 2024年012月31日 | 国立代々木競技場第二体育館                        |

## 主な記録
- 最多戴冠回数：8回[23]
諏訪魔（第37・43・46・49・54・58・63・67代）
- 最多連続防衛回数：10回[24]
川田利明（第32代）
宮原健斗（第62代）
- 最多通算防衛回数：28回
宮原健斗
- 最長保持期間：705日
三沢光晴（第10代）
- 最短保持期間：3日
テリー・ゴディ（第4代）
- 最年長戴冠記録：54歳9か月[25]
永田裕志（第69代）
- 最年少戴冠記録：24歳10か月
安齊勇馬（第72代）
- デビュー最短戴冠記録：1年4か月[26]
浜亮太（第41代）
- デビュー最長戴冠記録：30年5か月[27]
永田裕志（第69代）
- 他団体選手の戴冠
武藤敬司（新日本プロレス）（第27代）
秋山準（プロレスリング・ノア）（第44代）
橋本真也（プロレスリングZERO-ONE）（第31代）
永田裕志（新日本プロレス）（第69代）